# Constantin Mamontov
Pour les articles homonymes, voir Mamontov.
Constantin Konstantinovitch Mamontov (en russe : Константин Константинович Мамонтов), né le 20 octobre 1869 à Saint-Pétersbourg, mort le 14 février 1920 à Ekaterinodar, était un général russe, commandant des cosaques du Don, qui combattit dans les armées blanches durant la guerre civile russe.

## Biographie
Constantin Mamontov, après avoir été dans une école de cadets, fut élève de la prestigieuse école de cavalerie Nicolas à Saint-Pétersbourg, et devint à sa sortie en 1890 cornette du régiment des grenadiers à cheval de la Garde impériale.
En 1893, il entra au régiment de dragons de Kharkov. À partir de 1899, il commanda le 3e régiment des cosaques du Don.
En 1904, il s'engagea avec ses hommes sur le front de la guerre russo-japonaise et fit partie du 1er régiment transbaïkal des cosaques de Tchita.
Lorsque la Grande Guerre éclata, il était à la tête du 19e régiment des cosaques du Don. Un an plus tard il commandait le 6e régiment des cosaques du Don puis, après sa promotion au rang de général-major, la 6e division des cosaques du Don.

### La guerre civile
Après la révolution et l'effondrement du front le général Mamontov et ses hommes rentrèrent sur leurs terres du Don, à la stanitsa Nijne-Tchirskaïa. Il y forma en janvier 1918 un détachement de partisan avec lequel il rallia Novotcherkassk en traversant les lignes rouges. Le 12 février il s'engage à la tête de son détachement dans la campagne de la steppe.
Après la création des Forces Armées du Sud de la Russie et la réorganisation de l'armée du Don en février 1919, il commande la 1re armée du Don. Par la suite il est le commandant du 2e corps cosaque et, en juillet 1919, du 4e corps de cavalerie du Don.
Pendant la marche sur Moscou, Mamontov et ses hommes effectuent en août 1919 un raid derrière les lignes ennemies pour désorganiser les arrières de l'armée rouge.
Mamontov meurt du typhus le 1er février 1920 à Ekaterinodar.